# Lectura en caliente
La lectura en caliente es una técnica utilizada en las supuestas "lecturas" de los psíquicos para dar la impresión de que se tienen conocimientos que no serían accesibles de forma natural, y por lo tanto deben de haber sido obtenidos de forma sobrenatural. En la lectura en caliente, el lector utiliza información previamente obtenida sobre la persona que recibe la lectura (por ejemplo, de una investigación de antecedentes y redes sociales o de haber escuchado una conversación) que el receptor no sabe que el lector ya tiene. La lectura en caliente se usa comúnmente junto con la lectura en frío (donde no se usa información recopilada previamente) y puede explicar cómo un psíquico puede obtener un acierto específico de información muy precisa.
Esta técnica es utilizada en por ejemplo por psíquicos en programas de televisión en conjunto con la lectura en frío. El psíquico puede hacer que los clientes agenden su aparición anticipadamente, teniendo entonces la oportunidad de recopilar la información utilizando colaboradores que aparentan ser personas de venta a domicilio, misioneros religiosos, redes sociales o métodos similares. El "psíquico" entonces puede ser informado de los resultados, así como de dónde estará la persona en la audiencia.

## Historia
Hay muchos métodos que utilizan la lectura en caliente. En 1938, el mago John Mulholland escribió:
¿De dónde obtienen la información los médiums? Es muy fácil. Busque a la persona en una guía telefónica. Hable con el tendero de la esquina. Vaya a la casa e intente vender una suscripción a una revista. Hable con los vecinos. Hable con los sirvientes si hay alguno. Si es una ciudad pequeña, vaya al cementerio y mire las lápidas. Esto tiene que hacerse con cuidado, pero es muy fácil.
Al comentar sobre médiums de principios del siglo XX, la historiadora Ruth Brandon señaló:
Existían varios métodos reconocidos en uso. Algunos eran muy sencillos. Cuando un médium visitaba una nueva ciudad, se le aconsejaba que visitara el cementerio local y tomara nota de los nombres, las fechas y cualquier otra información que se pudiera obtener de las lápidas. También podría consultar el "Libro Azul" para el área, una compilación circulada entre los medios que enumeran, para un número cada vez mayor de lugares, los nombres de los principales espiritualistas que probablemente asistan a sesiones espiritistas, con descripciones, historias familiares y detalles (cónyuges fallecidos, hijos, padres, etc.) y otra información que pueda ser útil.
La activista escéptica Susan Gerbic enumera la lectura caliente como uno de los varios métodos utilizados por los psíquicos para lograr sus aparentes resultados. Ella señala que actualmente se puede lograr con nada más que un nombre, ubicación y acceso a Facebook.
Entre los médiums notables del pasado que fueron expuestos por utilizar métodos de lectura en caliente se incluyen Rosina Thompson y George Valiantine.

## Ejemplos modernos de lectura caliente
La esposa del televangelista Peter Popoff, Elizabeth, fue vista encuestando a la multitud antes de un espectáculo, y luego se hizo notar que Popoff estaba usando un audífono, lo cual es extraño para un curandero de fe. En 1986, James Randi y su asociado Steve Shaw, un ilusionista conocido profesionalmente como Banachek, organizaron el Proyecto Beta con asistencia técnica del analista de la escena del crimen y experto en electrónica Alexander Jason. Usando escáneres de radio computarizados, Jason pudo demostrar que la esposa de Popoff estaba usando un transmisor de radio inalámbrico para enviarle a su marido información que ella y sus ayudantes habían compilado de las tarjetas de solicitud de oración llenadas por los miembros de la audiencia. Popoff recibía las transmisiones a través de un audífono en el oído y repetía la información a los miembros de la audiencia asombrados. Jason produjo segmentos de video intercalando las transmisiones de radio interceptadas con los pronunciamientos "milagrosos" de Popoff.
James Underdown, director del Grupo de Investigación Independiente IIG, escribe que en uno de los shows en vivo de Beyond que presenciaron, James Van Praagh fue observado firmando libros y conversando con una mujer de la cual se enteró de que era de Italia. Durante la grabación, preguntó en la misma sección si había "alguien de otro país". Para la audiencia televisiva, esto habría parecido impresionante cuando ella levantó la mano, sin embargo, él había utilizado la técnica de lectura en caliente para obtener conocimiento previo.
Un artículo de Time del 2001 informó que el psíquico John Edward supuestamente usó la lectura caliente en su programa de televisión, Crossing Over, donde un miembro de la audiencia que recibió una lectura sospechaba del  comportamiento previo de los ayudantes de Edward, que habían entablado conversaciones con los miembros de la audiencia y les habían solicitado a los mismos que completaran tarjetas detallando sus árboles genealógicos. En diciembre de 2001, se alegaba que Edward había usado el conocimientos previos para leer en caliente en una entrevista en el programa de televisión Dateline, donde una lectura para un camarógrafo se basó en el conocimiento adquirido en la conversación mantenida unas horas antes, pero la cual se presentó aparentando que él no era consciente de los antecedentes del camarógrafo. En su libro de 2001, John Edward negó haber usado el conocimiento previo, la lectura fría o caliente.
En marzo de 2017, se descubrió que el presunto psíquico Thomas John Flanagan había utilizado información publicada en las redes sociales por personas que acudían a sus espectáculos, para "adivinar" con precisión los detalles de sus vidas mientras pretendía comunicarse con los muertos. Sin saberlo, utilizó historias de falsos perfiles de Facebook preparados previamente por un grupo de escépticos liderados por Susan Gerbic y Mark Edward. Cuando John usó esa información mientras pretendía escuchar a los inexistentes parientes muertos de Gerbic y Edward, demostó que la única forma posible de conocer dichos detalles es si él o los miembros de su equipo leen los perfiles de Facebook (en este caso falsos) mientras se preparan para su actuación, ya que incluso Gerbic y Edward no estaban al tanto de la información específica colocada en los perfiles que coincidían con los alias que estaban usando cuando asistieron al espectáculo. John también utiliza actores en su programa de televisión Seatbelt Psychic, cuyas vidas están bien documentadas y son fácilmente documentables en las redes sociales.
John Oliver especuló en un segmento de febrero de 2019 de Last Week Tonight, que Tyler Henry puede estar usando lectura en caliente además de la lectura en frío. Como ejemplo, Oliver diseccionó la lectura de Henry de Matt Lauer sobre el viaje de pesca de padre e hijo que fue parte de la lectura. Oliver mostró ejemplos de información públicamente disponible sobre el amor de Lauer por la pesca con su padre, incluyendo a Lauer declarando esto en su propio programa varias veces. Oliver resumió: "Miren, quizás Tyler Henry realmente accedió a la vida después de la muerte, una acción que cambiaría fundamentalmente nuestra comprensión de todo en la Tierra. O tal vez simplemente buscó en Google ·Papá de Matt Lauer· y se sacó el maldito premio gordo”.